# Ernest Jay
Ernest Jay (18 de setembro de 1893 – 8 de fevereiro de 1957), nasceu Ernest Joseph Alberge, foi um ator britânico da era do cinema mudo.

## Filmografia selecionada
- The Iron Duke (1934)
- Tiger Bay (1934)
- Checkmate (1935)
- The House of the Spaniard (1936)
- Broken Blossoms (1936)
- Grand National Night (1953)
- The Sword and the Rose (1953)
- Who Done It? (1956)
- Doctor at Large (1957)
- The Curse of Frankenstein (1957)